# Caprella tuberculata
Caprella tuberculata är en kräftdjursart som beskrevs av Charles Spence Bate och John Obadiah Westwood 1866. Caprella tuberculata ingår i släktet Caprella, och familjen Caprellidae. Arten har ej påträffats i Sverige.